# Мецнер, Шейла
Ше́йла Ме́цнер (англ. Sheila Metzner; род. 1939[…], Нью-Йорк, Нью-Йорк) — американский фотограф. Первая женщина-фотограф, на постоянной основе сотрудничающая с глянцевым журналом Vogue. Живёт в Бруклине.

## Биография
Окончила Высшую школу искусства и дизайна и факультет визуальных коммуникаций института Пратта. После этого занималась рекламной деятельностью. В 1960-е стала первой женщиной, которую рекламное агентство Doyle Dane Bernbach взяло на должность арт-директора. Благодаря этому успешно сотрудничала с известными фотографами, среди которых были Ричард Аведон, Мелвин Соколски, Боб Ричардсон и Диана Арбус.
Вдохновляясь работами английского фотографа XIX века Джулии Маргарет Камерон, которая создавала живописные портреты своей семьи, Шейла фотографировала своего мужа, художника Джэффри Мецнера, и своих детей. В первые 10 лет она снимала только свою семью, не публикуя фотографии.
Её первая выставка в Нью-Йорке называлась Friends & Family. Часть снимков она решила показать директору Музея современного искусства в Нью-Йорке Джону Сарковски. В 1978-м году он сразу же их купил и организовал выставку Mirrors and Windows: American Photography Since 1960. Там её черно-белый портрет дочери Evyan был представлен в экспозиции наряду с работами таких авторов, как Роберт Мепплторп, Энди Уорхол, Гарри Виногранд и Уильям Эгглстон. Вторая выставка — Photography (Spring 1981): Couches, Diamonds and Pie — состоялась там же. После этого The New York Times и The Sunday Times опубликовали фотографию мужа Шейлы.
Через три месяца один из представителей Vanity Fair попросил Мецнер сфотографировать Жана Маре. После этого Александр Либерман предложил сотрудничество с Vogue. И в 1980-м году Шейла Мецнер стала первым женщиной-фотографом на постоянной основе.
В разное время в объективе Мецнер оказывались Ума Турман, Ким Бейсингер, Тильда Суинтон, Мила Йовович и Дэвид Линч. По словам фотографа, Ума Турман стала первой знаменитостью, которую она сфотографировала. Интересный факт, что Шейла жила в одном здании с родителями актрисы и фотографировала будущую звезду ещё в детстве, но профессиональный заказ на её съёмку получила спустя 16 или 17 лет. Позже Мецнер ещё не раз работала с Турман — снимала рекламную кампанию для французского аромата и японского производителя косметики Shiseido.
Шейла Мецнер регулярно сотрудничала с модными домами от Valentino, Fendi, Ralph Lauren и Chloé. Одним из самых популярных снимков считается фотография модели Мари Софи, которая целеют статую. Это часть рекламной кампании для Fendi. Выполняя заказ Карла Лагерфельда, Шейла отправилась в Рим. Сделать нужную съёмку в планируемом месте не получилось и пришлось найти другой дом с похожими статуями. Модель спонтанно поцеловала статую, а Мецнер случайно увидела этот момент.
Мецнер стала одним из первых фотографов, которые начали делать цветные фотографии.
Кроме портретов, Мецнер также снимает и пейзажи. В интервью она рассказывала о том, как в Каире снимала пустыню для журнала American Way.
Снимки фотографа находятся в Метрополитен-музее, Музее современного искусства в Нью-Йорке, Международном центре фотографии, Музее Гетти, Музее изящных искусств в Хьюстоне и Бруклинском музее.

## Личная жизнь
Была замужем за художником Джеффри Мецнером, родила семерых детей, имеет 14 внуков.
Бабушка и дедушка Шейлы Мецнер из России.

## Выставки

### 2019
- с 6 июня до 1 сентября впервые в России ретроспектива Магия Мецнер в Центре фотографии имени братьев Люмьер. На выставке представлены более 100 снимков[9] фотографа на протяжении все карьеры с 1970-х до 2000-х годов[8]. Мероприятие организовано при поддержке Посольства США.

## Интервью

### 2019
- Интервью для Vogue. «Знакомимся с Шейлой Мецнер, первой женщиной-фотографом Vogue»[5]
- Интервью для Bird in flight. «Фешн-фотограф Шейла Мецнер: „Мягкость и романтичность не зависят от пола“».
- Интервью для Instyle. «Фотограф Шейла Мецнер о русской классике, съемках в пустыне и авторском стиле»[6].